# Discogobio yunnanensis
Discogobio yunnanensis är en fiskart som först beskrevs av Regan, 1907.  Discogobio yunnanensis ingår i släktet Discogobio och familjen karpfiskar. IUCN kategoriserar arten globalt som livskraftig. Inga underarter finns listade i Catalogue of Life.